# Шахрай, Пётр Касьянович
Петр Касьянович Шахрай (1902 — ?)  — советский деятель, начальник Южно-Донецкой, Львовской, Северо-Донецкой железных дорог.

## Биография
В 1924—1925 годах — в Красной армии.
Член ВКП(б) с 1925 года.
Затем работал на железнодорожном транспорте. Был начальником станции Одесса-товарная Юго-Западной железной дороги, заместителем начальника службы движения Юго-Западной железной дороги. До 1939 года — заместитель начальника Южно-Донецкой железной дороги.
В 1939—1940 годах — начальник Южно-Донецкой железной дороги.
В 1940 — июле 1941 года — начальник Львовской железной дороги.
Во время Великой Отечественной войны работал на фронтовых железных дорогах.
В 1944—1947 годах — начальник Львовской железной дороги.
В 1947—1948 годах — начальник Северо-Донецкой железной дороги.

## Награды
- орден «Знак Почета» (4.04.1936)
- орден Трудового Красного Знамени (23.11.1939)
- орден Красного Знамени (1945)
- прочие ордена
- медали